# Glagolska prehodnost
Glagolska prehodnost je glagolska kategorija, ki pove, ali se glagol lahko veže s predmetom ali ne.

## Prehodni glagoli
Prehodni glagoli so glagoli, kjer dejanje lahko prehaja na predmet, oziroma glagoli, ob katerih lahko stoji predmet. To pomeni, da moramo z dotičnim glagolom tvoriti stavek, v katerem se nahaja predmet, ni pa nujno, da je predmet zares prisoten.

### Primeri
- Matjaž pomiva posodo. (posodo - predmet v tožilniku)
- Mati je sosedi podarila rožo. (sosedi - predmet v dajalniku; rožo - predmet v tožilniku)
- Ne maram snega. (snega - predmet v rodilniku)

## Neprehodni glagoli
Neprehodni glagoli ob sebi ne morejo imeti predmeta, namreč le osebek. Mednje sodijo glagoli stanja in glagoli gibanja. Med neprehodne glagole sodijo tudi tisti, ki izražajo vremenske pojave.

### Primera
- Včeraj je sijalo sonce.
- Zunaj grmi.